# Katarina Witt
Katarina „Kati“ Witt (* 3. Dezember 1965 in Staaken) ist eine ehemalige deutsche Eiskunstläuferin, die im Einzellauf für die DDR und später für das wiedervereinigte Deutschland antrat. Sie wurde zweimal Olympiasiegerin (1984, 1988) und viermal Weltmeisterin (1984, 1985, 1987, 1988). Seit Beendigung ihrer Karriere ist sie als Unternehmerin, Schauspielerin und Moderatorin tätig.

## Werdegang
Im Alter von fünf Jahren begann sie mit dem Eislaufen, mit acht Jahren besuchte sie die Kinder- und Jugendsportschule in Karl-Marx-Stadt (heute das Sportgymnasium Chemnitz) und absolvierte mit elf Jahren ihren ersten Dreifachsprung. Ab 1977 trainierte sie unter Jutta Müller beim SC Karl-Marx-Stadt.

## Karriere

### Leistungssport

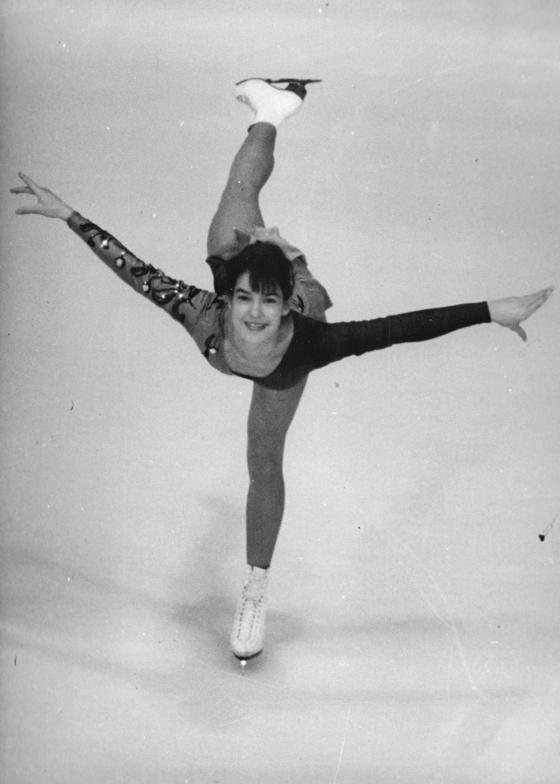
Katarina Witt bei der DDR-Meisterschaft 1982

1979 erreichte Witt bei den DDR-Meisterschaften erstmals das Podium. Sie wurde Dritte hinter Anett Pötzsch und Carola Weißenberg und nahm in Zagreb an den Eiskunstlauf-Europameisterschaften 1979 teil. Im Jahr darauf wurde sie Vizemeisterin der DDR hinter Pötzsch und Zehnte bei den Eiskunstlauf-Weltmeisterschaften 1980 in Dortmund. Nachdem Pötzsch 1980 Olympiasiegerin, Weltmeisterin und Europameisterin geworden war, beendete sie ihre Karriere, und Witt gewann 1981 ihren ersten DDR-Meistertitel, den sie bis 1988 verteidigen konnte. Sie belegte sowohl bei der Europameisterschaft in Innsbruck als auch bei den Weltmeisterschaften in Hartford den fünften Platz.
1982 wurde sie in Lyon Vize-Europameisterin hinter der Österreicherin Claudia Kristofics-Binder und dann in Kopenhagen Vize-Weltmeisterin hinter der US-Amerikanerin Elaine Zayak. 1983 wurde Witt in Dortmund Europameisterin. Bei den Weltmeisterschaften in Helsinki belegte sie nach der US-Amerikanerin Rosalynn Sumners, Claudia Leistner aus der Bundesrepublik Deutschland und Jelena Wodoresowa aus der Sowjetunion den vierten Platz, nachdem sie in Kurzprogramm und Kür vorne gelegen, aber in der Pflicht nur den achten Platz erreicht hatte.
1984 errang Witt in Budapest ihren zweiten Europameisterschaftstitel und bei ihren ersten Olympischen Spielen in Sarajevo die Goldmedaille. Dort war die amtierende Weltmeisterin Rosalynn Sumners favorisiert, die auch die Pflicht gewann, Witt erreichte dort den dritten Platz. Sie gewann das Kurzprogramm, das Sumners als Fünfte beendete. In der Kür schaffte Witt drei Dreifachsprünge, Sumners zeigte am Ende einen geplanten dreifachen Toeloop nur doppelt und einen geplanten Doppelaxel nur einfach. So entschied Witt die Kür mit fünf zu vier Punktrichterstimmen und 0,2 Punkten Unterschied knapp für sich und wurde Olympiasiegerin.
Bei der anschließenden Weltmeisterschaft in Ottawa gelang es Witt, ihren ersten Weltmeisterschaftstitel zu gewinnen. Sie gewann dort die Pflicht, das Kurzprogramm und die Kür. 1985 wurde sie in Göteborg zum dritten Mal in Folge Europameisterin und in Tokio zum zweiten Mal Weltmeisterin, beide Male vor Kira Iwanowa aus der Sowjetunion. 1986 errang Witt erneut die Goldmedaille bei der Europameisterschaft, musste sich bei den Weltmeisterschaften in Genf aber der US-Amerikanerin Debi Thomas geschlagen geben.
1987 konnte sie beide großen Turniere wieder für sich entscheiden, in Sarajevo wurde sie Europameisterin und bei den Weltmeisterschaften in Cincinnati siegte sie vor Debi Thomas. Dabei lief sie die stärkste Kür ihrer Karriere. Sie landete fünf Dreifachsprünge, darunter einen dreifachen Rittberger.

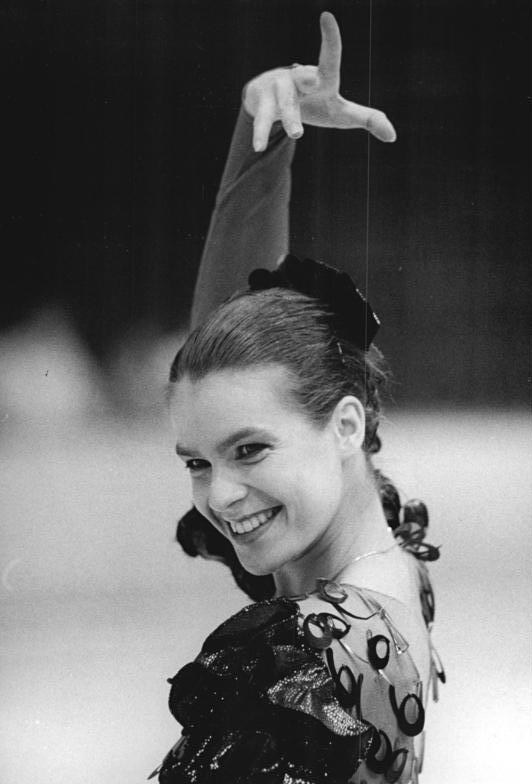
Katarina Witt in der Kür der Olympischen Spiele 1988 in Calgary als Carmen

1988 gewann Witt in Prag ihren sechsten Europameisterschaftstitel in Folge. Bei den Olympischen Spielen in Calgary galten Witt und Thomas als Favoritinnen. Es kam zur „Battle of the Carmens“, wie die Presse das Duell nannte, da beide Eiskunstläuferinnen ihre Kür zu Musik aus Georges Bizets Oper Carmen liefen. Witt beendete die Pflicht auf dem dritten Platz, einen Platz hinter Thomas, gewann aber das Kurzprogramm vor Thomas, so waren beide etwa gleich auf und die Kür brachte die Entscheidung: Witt zeigte vier Dreifachsprünge, den Rittberger nur doppelt. Thomas verfehlte drei ihrer geplanten fünf Dreifachsprünge. Die Kanadierin Elizabeth Manley war die Beste in der Kür, am Ende reichte ihr der Kürsieg allerdings nicht und Witt wurde knapp Olympiasiegerin. Sie war damit die zweite Eiskunstläuferin nach Sonja Henie, die ihren Olympiatitel wiederholen konnte.
Zum Abschluss ihrer Karriere gewann sie bei den Weltmeisterschaften in Budapest ihren vierten Weltmeisterschaftstitel, genau wie bei den Olympischen Spielen vor Manley und Thomas. Katarina Witt war somit die dominierende Eiskunstläuferin der 1980er Jahre. Sie ist mit zwei Olympiasiegen, vier Weltmeisterschaftstiteln und sechs Europameisterschaftstiteln eine der erfolgreichsten Eiskunstläuferinnen der Geschichte des Eiskunstlaufes.

### Witt und die DDR
Witt war in der DDR eine prominente Sportlerin und wurde von der Staatsführung als Repräsentantin und Aushängeschild des Landes betrachtet; dabei traf sie sich unter anderem auch mit Erich Honecker und Egon Krenz. Sie war Mitglied der FDJ und der SED. Gegenüber dem Nachrichtenmagazin Der Spiegel äußerte sie 2001, sie sei „von diesem Staat überzeugt“ gewesen. Sie wurde häufig als Das schönste Gesicht des Sozialismus bezeichnet.
Witt gab im Dezember 1989 den ihr im Vorjahr vom Burda-Verlag verliehenen Medienpreis Bambi zurück und begründete den Schritt damit, dass sie zwölf Monate nach der Preisverleihung „nur noch ins politische Kreuzfeuer einiger Magazine“ gerate. In einer vorherigen Ausgabe der vom Burda-Verlag herausgegebenen Zeitschrift Bunte war Witt zu den „großen Enttäuschungen des Jahres 1989“ gerechnet worden, da sie zu den Vorgängen in der Deutschen Demokratischen Republik schweige.
Ende Dezember 1989 äußerte Witt gegenüber dem Fernsehsender 3sat, „von einer Ohnmacht in die andere gefallen“ zu sein und es nicht habe fassen können, als sie von in den Vortagen enthüllten Machenschaften der entmachteten Staatsführung erfahren hatte. „Es tut weh, wenn jemand sagt: Also, ihr Sportler, ihr seid die Privilegierten. Ich finde das unheimlich unfair, uns in einen Topf zu werfen mit Leuten, die wirklich unschöne Sachen gemacht haben (…) Ich fühle mich missbraucht, weil, ich habe ja auch zu meinem Land gestanden und gesagt: Ja, die Politik, die wir machen, ist richtig“.
Witt stand unter intensiver Beobachtung durch das Ministerium für Staatssicherheit und wurde unter anderem vom IM Ingo Steuer überwacht und bespitzelt; ihre Wohnung war verwanzt und ihr Telefon wurde abgehört. Bereits im Alter von sieben Jahren wurde ihr Operativer Vorgang „Flop“ angelegt. Zugleich erhielt sie jedoch auch Vergünstigungen durch den Staat. Diese gingen neben außergewöhnlicher materieller Bevorzugung so weit, dass die Staatssicherheit dafür sorgte, dass sie ihren Führerschein zurückerlangte, den sie zuvor wegen zu schnellen Fahrens verloren hatte.
Nachdem sie 2001 eine Klage gegen die Veröffentlichung von 181 Seiten ihrer Stasi-Unterlagen durch die damalige Bundesbeauftragte für die Stasi-Unterlagen, Marianne Birthler zurückgezogen hatte, verwiesen verschiedene Medien darauf, dass sie nach Aktenlage von der Stasi immer wieder materielle Zuwendungen erhalten habe. So berichtete die Tageszeitung Die Welt, dass die Stasi nach Aktenlage den von Witt geäußerten Wunsch nach einem VW-Bus nicht erfüllen konnte und stattdessen einen mit aufwendiger Sonderausstattung ausgerüsteten VW Golf nach einem durch Witt verschuldeten Unfall ein zweites Mal besorgte, und dass ihr verschiedene Wohnungen gestellt worden seien.
Zudem sei ihr laut Der Spiegel ein Reisepass mit West-Visum zur Verfügung gestellt worden. Witt wandte sich teilweise gegen diese Darstellungen; sie habe zwar kleinere Zuwendungen wie eine Geschirrspülmaschine erhalten, für die Wohnungen habe sie jedoch Miete bezahlt. Zudem bestritt sie die Einordnung der Bundesbeauftragten für die Stasi-Unterlagen, dass sie in den Akten teilweise als „Begünstigte“ der Stasi erscheine.

### Holiday on IceundDie Eisprinzessin
Nachdem Witt ihre leistungssportlichen Aktivitäten zum Beginn des Jahres 1988 beendet hatte, begann sie ein Schauspielstudium an der Hochschule für Schauspielkunst Ernst Busch, erwarb jedoch keinen Abschluss. Danach wurde sie UNICEF-Sonderbotschafterin.
Schließlich begann sie im Juli 1988 ihre damals für DDR-Sportler sehr ungewöhnliche Profikarriere mit einem kurzen Gastspiel bei Holiday on Ice gegen Devisen und tourte dann von 1990 bis 2003 mit hunderten Auftritten in den großen Eisshows in Nordamerika und Frankreich, unter anderem mit Brian Boitano, Olympiasieger von 1988, in ihrer eigenen Show.
Witt wirkte außerdem in verschiedenen Filmen mit, so etwa spielte sie 1989 mit Brian Boitano und Brian Orser in Carmen on Ice, für den sie einen Emmy erhielt, Die Eisprinzessin (1996), den sie co-produzierte, oder Ronin (1998).
Titelrolle, Text und Musik des Films Die Eisprinzessin stammten von Diether Dehm, der ab 1989 auch ihr Management und die Medienberatung übernommen hatte. Bereits 1988 hatten sie gemeinsam auf der Berliner Radrennbahn Weißensee ein Konzert mit 120.000 Besuchern moderiert, bei dem Stars wie Hannes Wader, die Bots, City, Heinz Rudolf Kunze, Big Country und Bryan Adams auftraten und Katarina Witt vom Publikum ausgepfiffen wurde. Die Stasi führte die Pfiffe darauf zurück, dass Witt kein FDJ-Hemd trug.

### Comeback bei Olympia
1994 erreichte sie nach einer bis dahin beispiellosen Reamateurisierung ein Comeback als Olympiateilnehmerin. Sie trainierte wieder bei Jutta Müller und nahm an den Olympischen Winterspielen in Lillehammer teil, wo sie den siebten Platz erreichte. Die Vorbereitung zu dieser Kür und die Kür selbst wurden in der Dokumentation Kati – Eine Kür, die bleibt verfilmt. Zuvor war sie bei der Europameisterschaft Achte geworden. Im selben Jahr erschien ihre Autobiographie Meine Jahre zwischen Pflicht und Kür.

### Ergebnisse
| Wettbewerb / Jahr        | 1979 | 1980 | 1981 | 1982 | 1983 | 1984 | 1985 | 1986 | 1987 | 1988 | 1994 |
| ------------------------ | ---- | ---- | ---- | ---- | ---- | ---- | ---- | ---- | ---- | ---- | ---- |
| Olympische Winterspiele  |      |      |      |      |      | 1.   |      |      |      | 1.   | 7.   |
| Weltmeisterschaften      |      | 10.  | 5.   | 2.   | 4.   | 1.   | 1.   | 2.   | 1.   | 1.   |      |
| Europameisterschaften    | 14.  | 13.  | 5.   | 2.   | 1.   | 1.   | 1.   | 1.   | 1.   | 1.   | 8.   |
| DDR-Meisterschaften      | 3.   | 2.   | 1.   | 1.   | 1.   | 1.   | 1.   | 1.   | 1.   | 1.   |      |
| Deutsche Meisterschaften |      |      |      |      |      |      |      |      |      |      | 2.   |

## Katarina-Witt-Stiftung

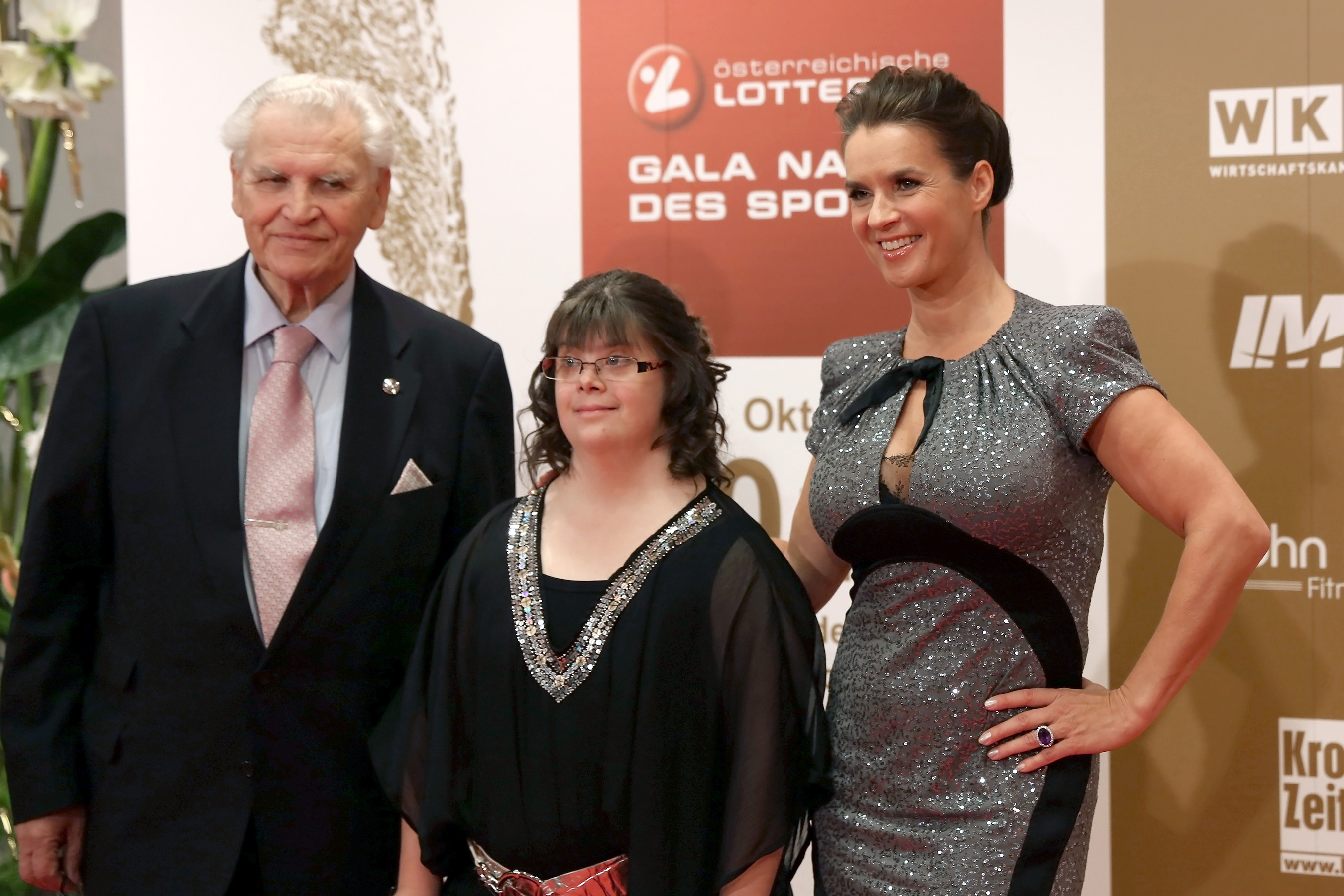
Katarina Witt (rechts) als Laudatorin für die Special-Olympics-Sportlerin Teresa Breuer, Sportlerin des Jahres 2013 in Österreich

2005 initiierte sie die Katarina-Witt-Stiftung (Eigenschreibweise: Katarina Witt-Stiftung) mit Sitz in Brandenburg an der Havel. Die Gesellschaft hilft unter dem Motto „Gemeinsam mehr bewegen“ vorwiegend Kindern auf den Gebieten der Katastrophenhilfe, medizinischen Versorgung und Sportförderung. Zum einen hilft sie insbesondere behinderten Kindern, ihre Mobilität zurückzuerlangen oder zu steigern, indem Sportprojekte gefördert werden.
Zum anderen betreut die Gesellschaft Projekte, durch die Kinder medizinisch versorgt werden, z. B. nach Verletzungen durch Landminen, sowie bei Kindern mit Geburtsfehlern (z. B. Cleft- oder Klumpfußkinder). Die Stiftung unterstützt u. a. den Terra Nova Campus in Chemnitz.
Mit Spendenaufrufen, einer Website und persönlichen Auftritten bei Benefizveranstaltungen wie Ein Herz für Kinder wirbt Witt persönlich um Unterstützung. Der Wirtschaftsjournalist Stefan Loipfinger warf der gGmbH u. a. Intransparenz vor, was diese zurückwies.

## Nach der Eislaufkarriere
Als sich Witt 1998 für eine Millionengage für die Dezember-Ausgabe des Playboy auszog, wurde dieses Heft als einziges neben einer Ausgabe mit Marilyn Monroe weltweit ausverkauft. Seit 1991 produziert sie gemeinsam mit ihrer langjährigen Managerin Elisabeth Gottmann als Firma Art & Promotion mit Sitz in Frankfurt am Main Eiskunstlauf- und Fernsehshows in den USA und Europa. Zusätzlich verkaufen sie unter diesem Label Schmuckkollektionen, an deren Entwurf Witt beteiligt ist.
Außerdem war Witt Jurorin bei Let’s Dance auf RTL und produzierte für ProSieben die Eislauf-Showserie Stars auf Eis. Im Februar und März 2008 gab sie ihre Abschiedstournee. Januar bis Februar 2009 war sie Moderatorin der Abnehm-Spielshow The Biggest Loser auf ProSieben. Im Oktober 2009 trat sie (u. a. mit Herbert Feuerstein und Robert Kreis) als „Buhlschaft“ in der Inszenierung des Jedermann im Berliner Dom auf. 2010 wurde sie Präsentations-Chefin der Bewerbung Münchens für die Olympischen Winterspiele 2018.
In dem 2012 von Sat.1 gedrehten Film Der Feind in meinem Leben übernahm sie die Hauptrolle als Stalkingopfer. Im Dezember 2015 eröffnete sie die Disney-Eisshow Die fantastische Reise in der Dortmunder Westfalenhalle. Ende 2019 eröffnete sie ein Sportstudio in Potsdam.
In den Videoclips zu den Songs Scheiß Wessis bzw. Scheiß Ossis der deutschen Punk-Rock-Band Die Toten Hosen und des deutschen Rappers Marteria, die am 25. März 2022 im Internet ihre Premiere feierten, spielt Katarina Witt eine Gastrolle als Teilnehmerin einer Selbsthilfegruppe in der Turnhalle einer Nervenklinik.
Für das ZDF entstand 2023 unter der Regie von Michaela Kezele der Fernsehfilm Kati – Eine Kür, die bleibt über Katarina Witt; die Hauptrolle spielte Lavinia Nowak.

## Privates
Katarina Witt wurde 1965 im damaligen West-Staaken geboren, das von 1961 bis 1969 zu Falkensee gehörte. Ihre Mutter Käthe war 1947 als Heimatvertriebene aus Hinterpommern nach Nauen gekommen und war als Krankengymnastin tätig; ihr Vater Manfred Witt war ein bessarabiendeutscher Umsiedler, der 1945 über Polen nach Kleineichstädt gekommen war und als Landwirt arbeitete. Sie hat einen älteren Bruder.
Witt lebt in Berlin, ist nicht verheiratet und hat keine Kinder. Sie war unter anderem mit Richard Dean Anderson, Rolf Brendel und Danny Huston liiert. Als ihre erste Beziehung mit Ingo Politz ernster wurde und ihre Karriere zu beeinträchtigen drohte, wurde Politz gezielt in die Nationale Volksarmee einberufen und im Norden der DDR stationiert, sodass Wochenendbesuche in Karl-Marx-Stadt unmöglich waren.

## Ehrungen und Auszeichnungen

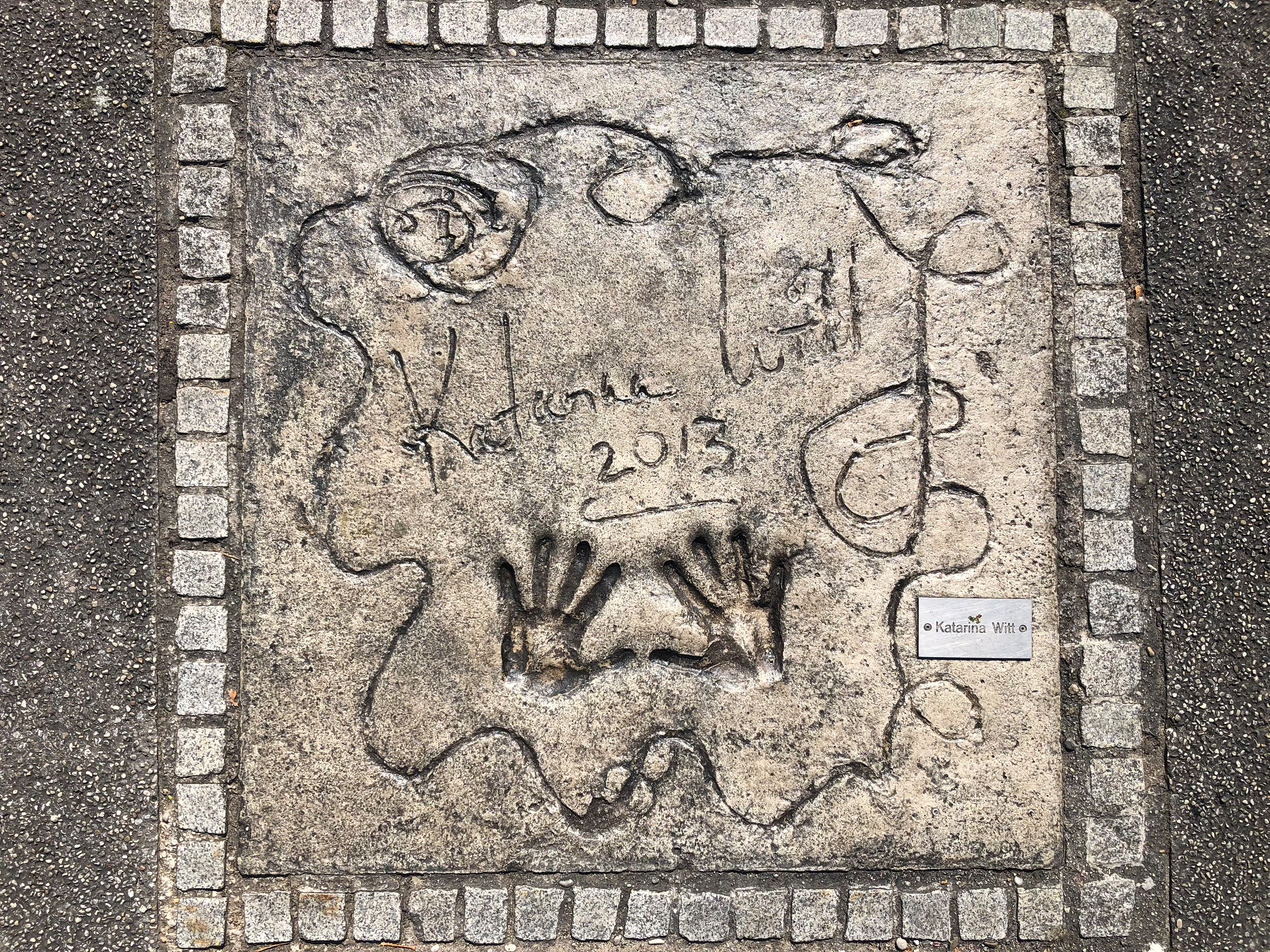
Autogramm, Handabdrücke und eine angedeutete Choreografie von Witt auf dem „Munich Olympic Walk of Stars“

- 1984: Sportlerin des Jahres der DDR
- 1984: Vaterländischer Verdienstorden der DDR in Gold
- 1988: Bambi[36]
- 1988: Olympischer Orden des IOC
- 1988: Ehrenspange des Vaterländischen Verdienstordens der DDR in Gold
- 1988: Der Musiker Klaus-Dieter Henkler widmete ihr 1988 seinen Titel Katarina, der in der TV-Show Ein Kessel Buntes Premiere feierte.[37]
- 1990: Emmy für „außerordentliche schauspielerische Leistung in Carmen on Ice“
- 1991: Unter die „50 schönsten Menschen der Welt“ gewählt, People Magazine, USA (1. Mal)
- 1992: Unter die „50 schönsten Menschen der Welt“ gewählt, People Magazine, USA (2. Mal)
- 1994: Goldene Kamera für ihr Olympia-Comeback
- 1995: Jim Thorpe Pro Sports Award, USA
- 1999: „Sportlerin des Jahres in den USA“ (American Opinion Research Institute)
- 2003: Goldene Henne der Zeitschrift SUPERillu
- 2004: Women’s World Award (World Business Award)
- 2005: Aufnahme in die International Women’s Sports Hall of Fame
- 2005: Die Volkssternwarte in Drebach (Erzgebirge) benannte den im Jahr 2000 entdeckten Asteroiden 2000 SF45 nach Katarina Witt. Er trägt seit 2005 die offizielle Bezeichnung (36800) Katarinawitt.[38]
- 2007: Bild-Osgar für ihre Lebensleistung
- 2010: „Goldene Sportpyramide“ der Stiftung Deutsche Sporthilfe und Aufnahme in die Hall of Fame des deutschen Sports
- 2011: München leuchtet
- 2013: Championne des championnes de légende (L’Équipe)
- 2013: Munich Olympic Walk of Stars

## Filmografie

### Filme
- 1990: Carmen on Ice (Fernsehfilm)
- 1994: Greatest Hits on Ice (Fernsehfilm)
- 1996: Die Eisprinzessin (Fernsehfilm)
- 1996: Making of Die Eisprinzessin (Dokumentation von Tim Lienhard)
- 1998: Ronin
- 2009: Mullewapp – Das große Kinoabenteuer der Freunde (Stimme)
- 2013: Der Feind in meinem Leben (Fernsehfilm, als sie selbst)
- 2013: The Diplomat (Dokumentarfilm über sie) Regie: Jennifer Arnold und Senain Kheshgi
- 2016: Katarina Witt – Eine Reise zu mir (Dokumentation) Buch und Regie: Beate Bossdorf
- 2019: Katarina Witt – Ein Leben mit Sprüngen, 55 min, Dokumentation, Regie: Jobst Knigge
- 2024: Kati – Eine Kür, die bleibt (Fernsehfilm)

### Gastauftritte und Cameos
- 1996: Jerry Maguire – Spiel des Lebens (Jerry Maguire, Cameo als sie selbst)
- 1996: Frasier (Fernsehserie, Folge 3x17, nur Synchron)
- 1997: Alle lieben Raymond (Everybody Loves Raymond, Fernsehserie, Folge 1x18)
- 1999: Nikola (Fernsehserie, Folge 3x11)
- 2000: V.I.P. – Die Bodyguards (V.I.P. Fernsehserie, Folge 2x14)
- Von 2015 bis 2025 sechsmal bei Wer weiß denn sowas? (Gast)
- 2021: How to Sell Drugs Online (Fast) (Netflix-Serie, 3. Staffel)
- 2021: Legal Affairs (Anwaltsserie, 1. Staffel)

### Moderation
- 2006–2007: Stars auf Eis
- 2007: The Biggest Loser
- 2007: Bayerischer Fernsehpreis

## Publikationen
- So viel Leben. Edel, Hamburg 2015, ISBN 978-3-8419-0323-5.
- Meine Jahre zwischen Pflicht und Kür. C. Bertelsmann Verlag, München 1994, ISBN 3-570-12034-1.